# Sophora nuttalliana
Sophora nuttalliana är en ärtväxtart som beskrevs av Billie Lee Turner. Sophora nuttalliana ingår i släktet soforor, och familjen ärtväxter. Inga underarter finns listade i Catalogue of Life.